# Mérleg (eszköz)

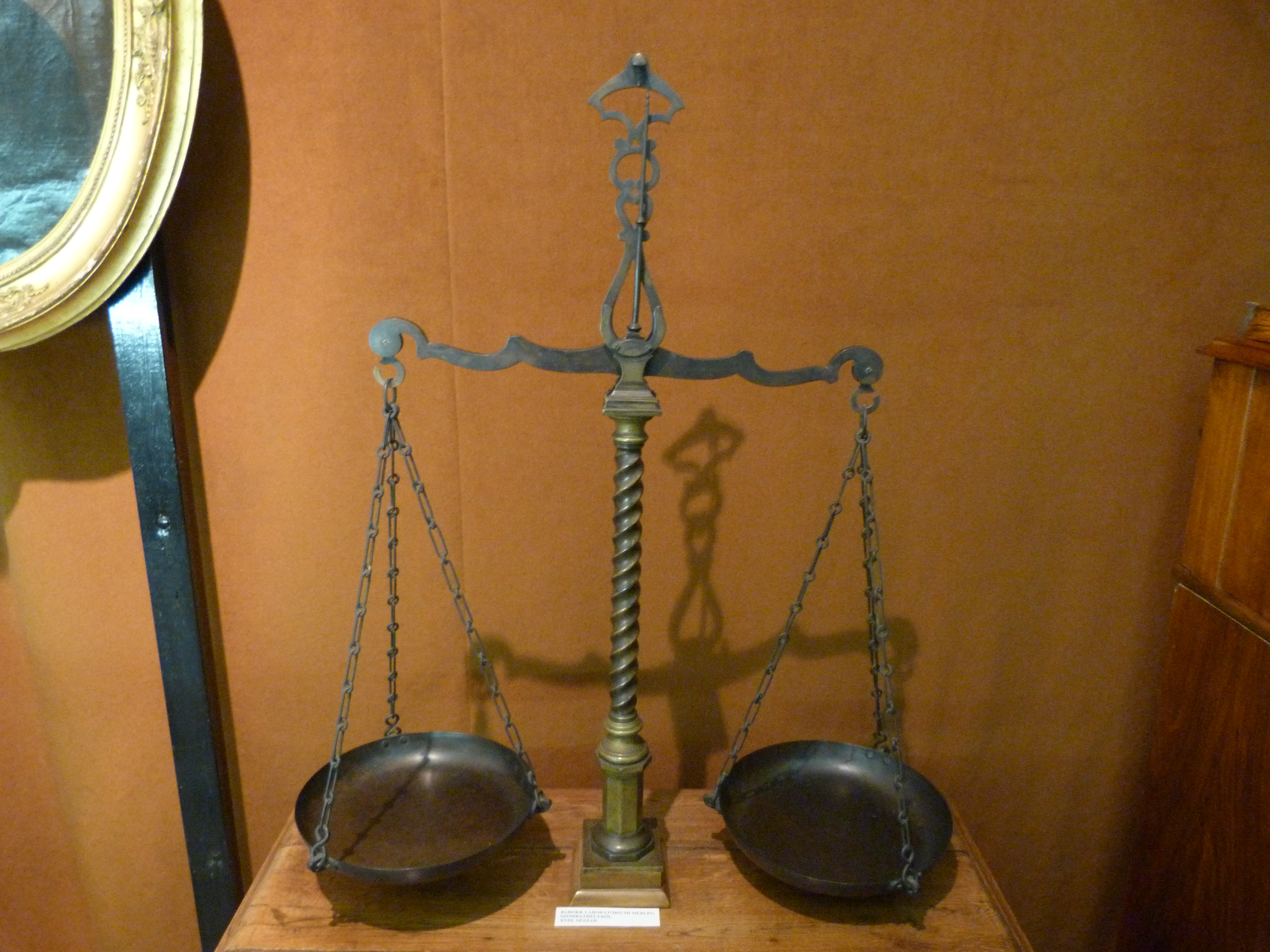
Barokk mérleg - Szombathely, 18. század

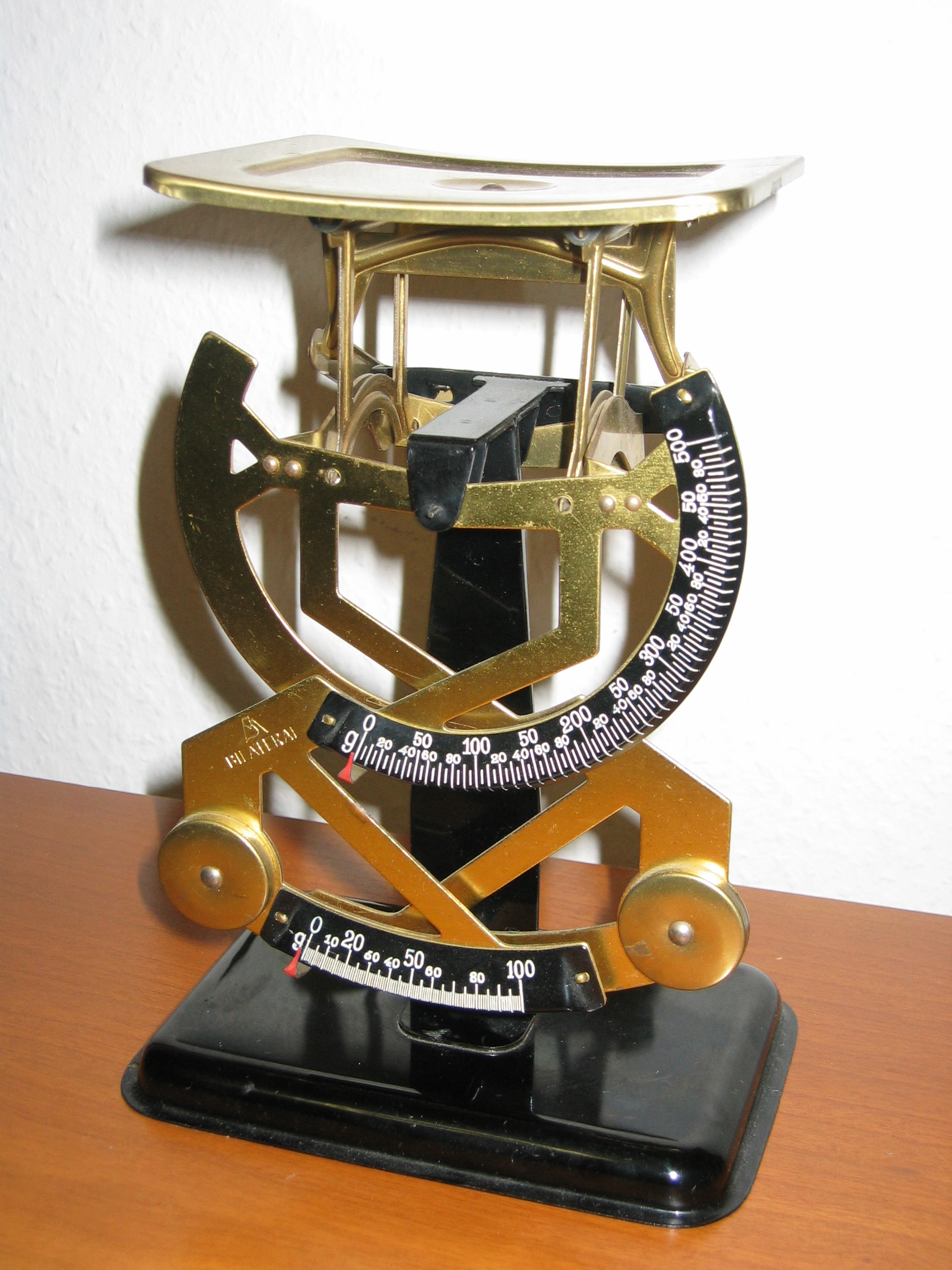
Levélmérleg

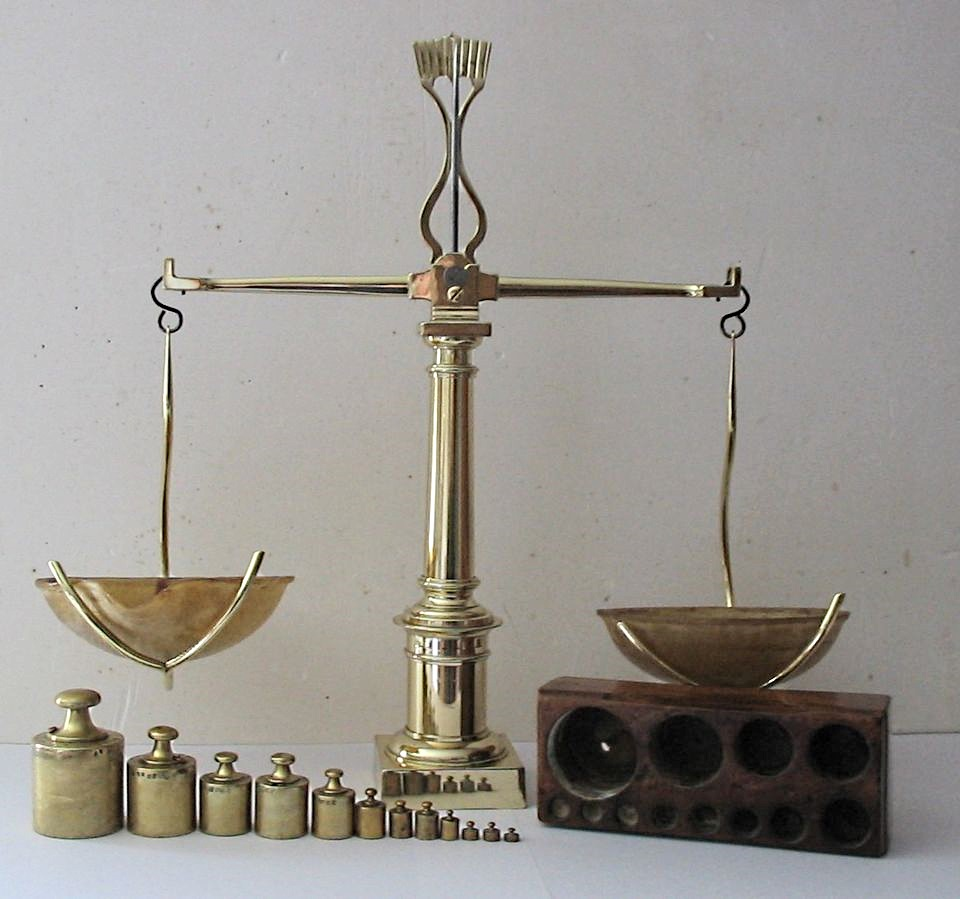
Dohánymérleg súlyokkal

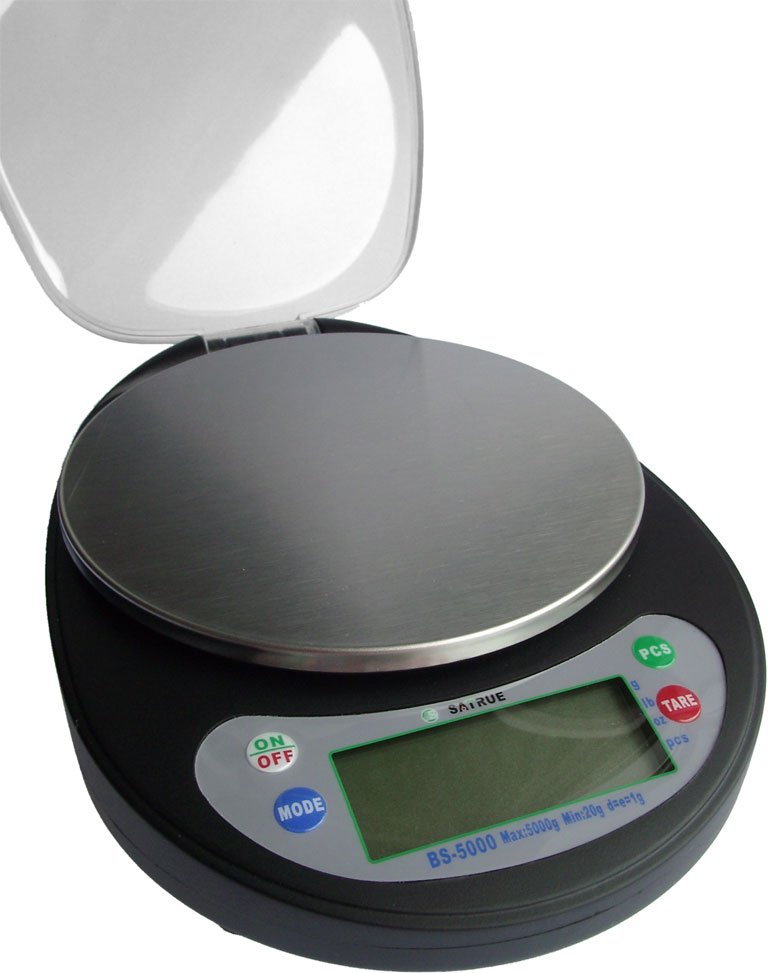
Elektronikus konyhai mérleg

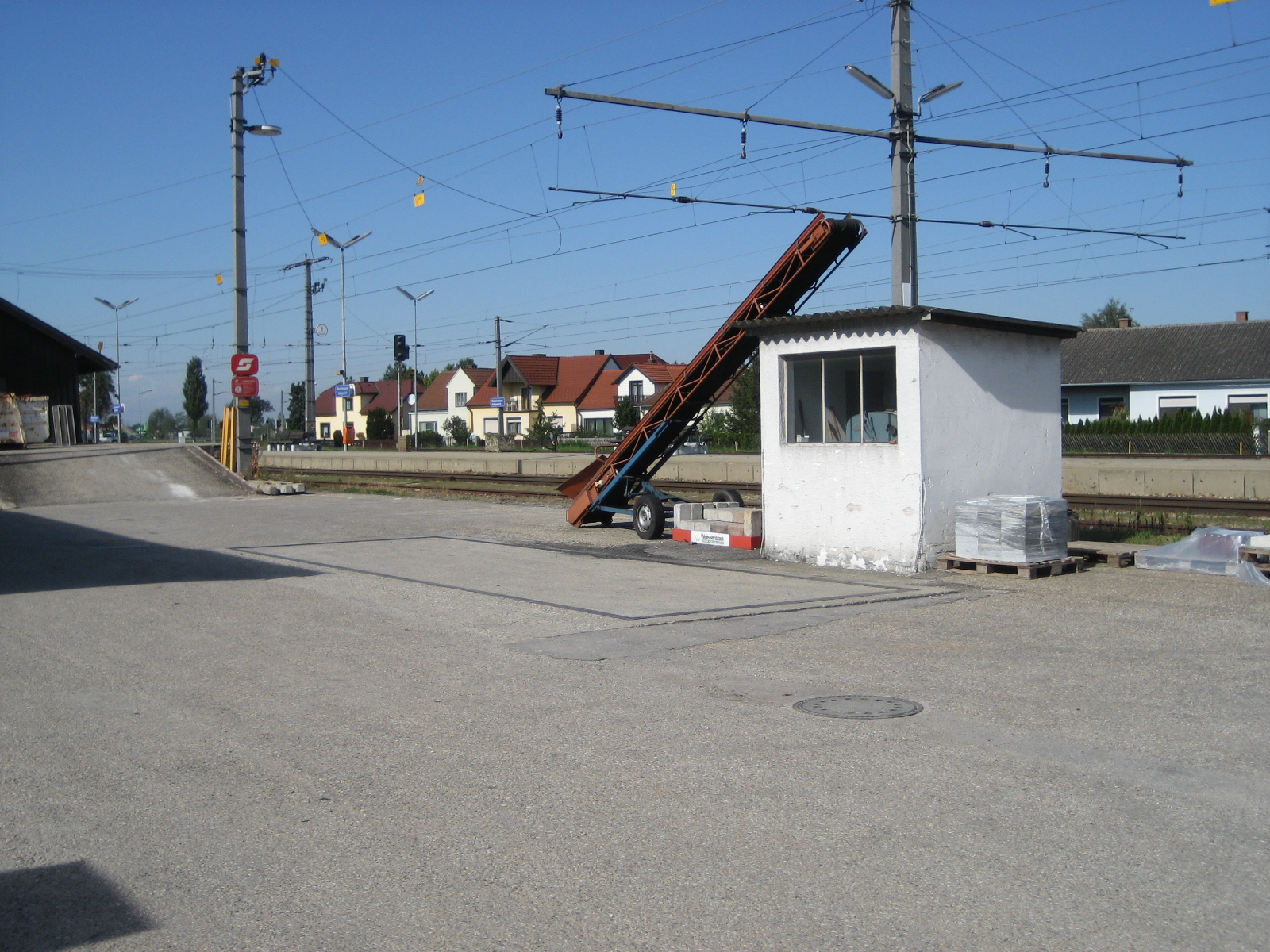
Hídmérleg

A mérleg tömeg illetve súly mérésére szolgáló eszköz. A hagyományos, mechanikus mérlegek működésének alapelve kétféle lehet:
- Tömegek összehasonlítása. Ebben az esetben a mérendő tömeget egy vízszintes kétkarú emelő, vagy arra visszavezethető mechanizmus egyik végén elhelyezett serpenyőbe helyezik, az emelő másik végén lévő serpenyőbe pedig annyi ismert tömegű súlyt raknak, amivel a mérleg egyensúlyba kerül, vagyis nem billen egyik oldalra sem. Ha az emelő két karja egyenlő hosszú, a súlyok ismert tömegének összege a mérendő tömeggel egyenlő. Vannak olyan mérlegek, mint a piaci gyorsmérleg vagy a mechanikus tizedesmérleg, melyeknél a kararány és súlyok tömegének szorzata adja a mérendő tömeget. Az ilyen mérlegek a helyi gravitáció nagyságától függetlenek, a Holdon is helyes eredményt adnának.
- Erőmérés. A súlyerőt mérik változatos fizikai hatások segítségével. Legegyszerűbb fajtája a horgászok rugós mérlege, ahol a rugó megnyúlását kalibrálják a mérendő tömeg súlya szerint. Korszerű mérlegek alkalmasan kialakított rugójára nyúlásmérő bélyeget ragasztanak, melynek elektromos ellenállása változik a súlyerő okozta alakváltozás hatására. Az ellenállásváltozást villamos műszer méri, és a mérés eredménye tömegre kalibrált digitális kijelzőn olvasható le.

Az a ábrán látható egyszerű kétkarú mérleg volt történetileg az első mérleg, melyet az évszázadok folyamán állandóan tökéletesítettek. Az alkatrészeket egyre pontosabb technológiával készítették, a mechanikus órák fejlesztése során feltalált finommechanikai újításokat a mérlegek készítésénél is alkalmazták. A mérlegek érzékenységének növelése a csuklók és tengelyek súrlódásának csökkentésére szorította a mérlegkészítőket. Kialakult és általánossá vált a csapsúrlódás elkerülése végett beépített V alakú horony árkába támaszkodó kés alkalmazása, ebben az esetben csak gördülő ellenállás lép fel az emelő forgáspontjaiban.
A fejlesztés másik iránya a nagy tömegek mérésének megkönnyítése volt. A középkori piaci mérlegházak azért épültek, hogy hatalmas méretű kétkarú mérlegeknek adjanak helyet, melyet csak több ember tudott kiszolgálni. Ilyen mérlegek láthatók sok holland városban, például Amszterdamban, Goudában A megoldást a tizedesmérlegek és a hídmérlegek jelentették. (c ábra).
A tizedesmérlegnél a mérleg legfontosabb alkatrésze, az emelő két karja nem egyenlő hosszú, a hosszabbik kar végére helyezett serpenyőbe rakják a súlyokat, míg a nagy teher a rövidebb kart terheli. Az ilyen mérlegeknél alkalmazott egyik fontos újítás az volt, hogy nem felfüggesztett, hanem alátámasztott serpenyőket alkalmaztak, ami a könnyebb kezelést tette lehetővé, mert a mérést nem akadályozták a serpenyőt tartó láncok és rudak. Ennek viszont az volt a feltétele, hogy az esetleg nem központosan felhelyezett súlyok és mérendő tömeg ne fordítsa el a serpenyőt. Ezért itt mindenféle csuklós mechanizmust használtak, mely a serpenyőket vízszintes irányban megvezette. A b és c ábra csak a legegyszerűbb megoldásokat mutatja a csuklós paralelogrammát, mely megakadályozza a függőleges rudak elfordulását.
A b ábrán egy egyszerű mechanikus konyhai mérleg vázlata, a c ábra szerint működnek a piaci 100–200 kg méréshatárú mérlegek és a régi kórházi személymérlegek is. Ezeken a mérlegeken egy olyan emelőt is alkalmaznak, mellyel a mérlegkar kitámasztható, hogy a teher felhelyezésekor fellépő dinamikus terhelés okozta igénybevételtől megóvják a mérleg precíz alkatrészeit.
Más mechanikus mérlegek fogaskerék-fogasléccel mozgatott mutatóval is készülnek, melyeken jól látható a mért súly értéke. Ezeknél az ellensúly a forgó tengelyre van felerősítve úgy, hogy a terhelés növekedésekor az ellensúly karja a vízszintes felé fordul el, állandóan növelve a teherrel egyensúlyt tartó nyomatékot. Egyes mérlegeknél az ellensúly állandó, azonban elcsúsztatható a vízszintes emelőkaron, melynek beosztásán leolvasható a mért súly.

## Hidraulikus vagy pneumatikus mérlegek
Nagy tömegek mérésére (például egy autódaru esetén) hidraulikus vagy pneumatikus elven lehet súlyt mérni. Ilyenkor a teher egy munkahengert terhel, a közeg nyomásnövekedéséből és a munkahenger aktív felületének szorzatából a mérendő súly kiszámítható.

## Elektronikus mérlegek
Elektronikus érzékelőkkel többféleképpen lehet súlyt mérni, legelterjedtebb a nyúlásmérő bélyegekkel történő mérés. Itt a teher olyan alkalmasan kialakított rugókra támaszkodik, melyeknek alakváltozását a nyúlásmérő bélyegek mérik. A nyúlásmérő bélyeg fém alkatrészre ragasztható elektromos ellenállás, melynek értéke a megnyúlásával közel arányosan változik. Ezt az ellenállás változást méri a mérleg és megfelelően kalibrálva tömeg dimenzióban jelzi ki. A modern elektronikus mérlegek digitális kijelzővel készülnek. A digitális mérlegek könnyen kiegészíthetők automatikus funkciókkal, így például a bevásárlóközpontokból ismert zöldségmérlegek a megadott kódszám beütése mellett kinyomtatnak egy vonalkódos cédulát, mely már az áru árát is tartalmazza.